# Memo Gidley
José Guillermo „Memo” Gidley (ur. 29 września 1970 roku w La Paz) – amerykańsko-meksykański kierowca wyścigowy.

## Kariera
Gidley rozpoczął karierę w międzynarodowych wyścigach samochodowych w 1995 roku od startów w U.S. F2000 National Championship, gdzie zdobył tytuł wicemistrza serii. W późniejszym okresie Amerykanin pojawiał się także w stawce American City Racing League, Barber Dodge Pro Series, Atlantic Championship, MCI Worldcom USAC National Midget Series, American Le Mans Series, Grand American Rolex Series, Champ Car, Indy Racing League, IndyCar Series, Motorock Trans-Am Tour for the BFGoodrich Tires Cup, SCCA World Challenge, Grand-Am Cup, Grand-Am Rolex Sports Car Series oraz United SportsCar Championship.
W Champ Car Gidley startował w latach 1999-2001, 2004 roku. Jedynie w sezonie 2001 stawał na podium (trzykrotnie). Z dorobkiem 65 punktów został wówczas sklasyfikowany na siedemnastej pozycji w końcowej klasyfikacji kierowców.